# Battaglia di Fariskur (1219)
La battaglia di Fariskur fu uno scontro campale combattuto tra l'esercito della quinta crociata e le truppe Ayyubidi il 29 agosto 1219 presso la località di Fariskur, in Egitto. La battaglia si svolse mentre era in corso l'assedio di Damietta e, sebbene conclusasi con una netta vittoria saracena, fu sostanzialmente ininfluente sull'andamento dello stesso e della guerra in generale.
Fu la prima battaglia della crociata a essere combattuta in campo aperto e non nei pressi di una fortificazione.

## Antefatti
Nel febbraio 1219, il sultano ayyubide al-Kāmil si trovò costretto a ritirarsi dalle vicinanze di Damietta e a riposizionarsi nei pressi di Fariskur; i crociati circondarono la città e costruirono una serie di accampamenti fortificati intorno a essa. Nei mesi seguenti ci furono varie schermaglie e tentativi da parte del sultano di assalire il campo cristiano, i quali, sebbene tutti fallimentari, impedirono ai crociati di dedicare il grosso delle loro truppe alla presa della città. Nel maggio 1219, su iniziativa del cardinale Pelagio Galvani, l'esercito cristiano tentò di affrontare i saraceni in una battaglia campale, ma questi ultimi si ritirarono per evitare lo scontro.
Dopo il fallimento dell'ennesimo assalto alle mura di Damietta il 24 agosto, la frustrazione tra le file dei crociati raggiunse il punto di rottura. La fanteria e i soldati popolani divennero profondamente critici dei loro comandanti e formarono un consiglio, comprendente anche gli esponenti del clero e i cavalieri. I capi, per paura di possibili ammutinamenti, cedettero alle richieste delle truppe e decisero di attaccare il campo saraceno, benché consapevoli della sconsideratezza di questa operazione. Secondo Jacques de Vitry, una nuova offensiva contro al-Kāmil era l'unico modo per "placare il mormorio dei popolani e di parte del clero". Si stabilì di attaccare i saraceni contemporaneamente via terra e via fiume: l'esercito avrebbe marciato sull'accampamento musulmano mentre una flotta avrebbe risalito il Nilo e attaccato le navi del sultano ormeggiate vicino a Fariskur, con l'obiettivo di costringere il sultano a ritirarsi ancora più a sud e permettere così agli assedianti di concentrarsi interamente sulla presa della città.

## Preparativi
Le dimensioni dell'esercito che marciò su Fariskur non sono riportate in nessuna delle fonti, ma si trattava probabilmente di almeno 10 000 uomini. Viaggiarono leggeri, senza carri o muli e con pochi rifornimenti, il cui trasporto venne invece affidato alla flotta. Secondo il Fragmentum de captione Damiatae, rimasero a guardia del campo cristiano 4 000 fanti e 400 cavalieri sotto il comando di Rodolfo di Saint-Omer. Secondo Oliviero di Paderborn, ben pochi crociati erano disposti a rimanere nell'accampamento.
Francesco d'Assisi e il suo accompagnatore, Illuminato da Rieti, erano arrivati presso Damietta poco prima che venisse presa la decisione di attaccare Fariskur. Secondo Tommaso da Celano nella sua vita di Francesco, il futuro santo ebbe una premonizione che i crociati stessero andando incontro alla sconfitta. Illuminato lo convinse a raccontare la visione e Francesco predicò apertamente per dissuadere i soldati. Non fu preso sul serio, ma alcuni scrittori successivi notarono l'ironia del fatto che la battaglia si svolse il giorno della festa del martirio di Giovanni Battista.

## Avanzata

Fariskur si trova circa 16 chilometri a monte rispetto a Damietta

Il 29 agosto, il distaccamento principale si mise in marcia verso Fariskur sotto il comando nominale di Giovanni di Brienne, re di Gerusalemme. Alla spedizione presero parte anche il cardinale Pelagio Galvani, il patriarca di Gerusalemme Rodolfo di Mérencourt e Jacques de Vitry. L'esercito era suddiviso in diverse sezioni, ciascuna comandata, secondo l'Estoire d'Eracles, da un condottiero esperto. L'avanguardia, che comprendeva anche il contingente templare, era comandata da Enrico de Bohun.
Le forze navali furono però fermate dalla mancanza di vento, e ciò compromise le capacità dell'esercito nel calore del deserto, dato che i soldati non avevano portato con sé acqua sufficiente per l'intera marcia. C'era un canale che collegava Fariskur al Nilo, ma la sua acqua era salmastra. I crociati lo attraversarono senza incontrare resistenza. Quando le truppe cristiane piegarono dalla riva verso l'accampamento nemico, videro gli egiziani abbandonare il loro campo, cosa che Oliviero di Paderborn sospettò essere una trappola. I comandanti tennero allora un consiglio per decidere se l'offensiva dovesse essere portata avanti o se invece l'esercito dovesse tornare verso Damietta. Sebbene Giovanni di Brienne propugnasse per accamparsi sul posto per la notte, si decise di rientrare al campo.
Mentre i capi tenevano consiglio, la disciplina tra i ranghi iniziò a venire meno. Alcuni si allontanarono per depredare l'accampamento saraceno abbandonato, mentre altri cominciarono a vagare in cerca d'acqua. Mentre l'esercito attendeva, alcuni uomini a cavallo, probabilmente dei beduini locali, attaccarono le donne che nelle retrovie cristiane stavano raccogliendo acqua per le truppe presso il Nilo. Giovanni di Brienne con alcuni cavalieri si precipitò contro di loro e li mise in fuga, ma questa carica fu scambiata per una ritirata da un contingente di soldati pontifici, che abbandonarono le loro posizioni e si diedero alla fuga. L'entusiasmo delle truppe comuni, che poche ore prima avevano deriso Francesco d'Assisi, era completamente svanito.

## Battaglia
Quando i saraceni si accorsero che la coesione dell'esercito crociato stava venendo meno, interruppero la fuga e un loro distaccamento di arcieri a cavallo tornò indietro e attaccò il fianco destro delle forze nemiche, sconfiggendo un battaglione di cento cavalieri ciprioti. Poco dopo, un secondo distaccamento egiziano attaccò il centro dell'armata, bombardandolo con frecce, giavellotti e granate di fuoco greco. La fanteria italiana ruppe i ranghi in breve e fuggì in ordine sparso, seguita persino da alcuni ospitalieri. Nella maggior parte dei resoconti coevi della battaglia, le truppe italiane furono aspramente criticate per il loro comportamento. Secondo Oliviero di Paderborn, Pelagio e il patriarca Rodolfo "implorarono" i soldati di restare in formazione ma senza successo. La battaglia si trasformò rapidamente in una rotta.
Solo parte dell'esercito crociato restò in formazione, tenendo la linea contro i saraceni. Tra queste truppe c'erano i pisani, i templari, i teutonici e quegli ospitalieri che non si erano dati alla fuga, oltre ai contingenti comandati da Giovanni di Brienne, Ranulph de Blondeville, Gualtiero IV Berthout, Simone III di Saarbrücken, Guglielmo I d'Olanda e Giorgio di Wied.
Nella disorganizzata ritirata, molti drappelli di crociati rimasero separati dal resto dell'esercito e furono prontamente circondati e uccisi o catturati dai saraceni. Il campo crociato era difeso da palizzate e da un fossato attraversabile solo tramite un ponte levatoio; diversi soldati in preda al panico cercarono di scavalcare le fortificazioni e molti morirono schiacciati dalla calca o affogati. La parte dell'esercito che mantenne invece la linea riuscì a ritirarsi in maniera più organizzata: i cavalieri templari difendevano la retroguardia, mentre Giovanni di Brienne, sebbene fosse stato quasi ucciso da una granata di fuoco greco, lanciò persino un attacco contro le truppe egiziane per guadagnare abbastanza tempo da permettere a tutti i soldati di rientrare nell'accampamento. Secondo diverse fonti, i templari rimasero fuori dal campo crociato finché anche l'ultimo dei fuggitivi non riuscì a farvi rientro.

## Perdite
Le fonti non concordano sul numero delle vittime. In una lettera, Jacques de Vitry sostiene che furono uccisi più di 200 cavalieri e più di 2 000 fanti. L'Estoire d'Eracles raddoppia le cifre a 400 e 4 000 rispettivamente. La Storia dei patriarchi di Alessandria concorda con l'Eracles sul numero di 400 cavalieri caduti, ma dice che in totale morirono 2 000 crociati. Il numero più basso riportato dalle fonti è di 80 cavalieri e 1 000 fanti morti. In totale, si può quindi collocare il numero di caduti durante la battaglia nell'ordine delle centinaia per i cavalieri e delle migliaia per i fanti.
Per quanto riguarda gli ordini militari, è noto che 33-50 templari, 30 teutonici e 13-32 ospitalieri furono uccisi o catturati, tra i quali il maresciallo degli ospitalieri Ademaro di Lairon. Tra le poche vittime di cui si conosce il nome figura un certo Sigmus de Monte. La lista degli uomini noti catturati è invece più lunga:
- Milone di Nanteuil, vescovo di Beauvais
- Gauthier II de Nemours, gran ciambellano di Francia, e suo figlio Adam
- Jean II d'Arcis, signore di Arcis-sur-Aube e Pisy
- Heinrich von Ulmen
- Raoul  VIII de Beaumont-au-Maine, visconte del Maine
- Philippe II de Plancy, signore di Plancy
- André de Montbard, signore di Époisses
- Anselmo, prevosto di Saint-Omer
- Milone, signore di Saint-Florentin
- Odone, signore di Châtillon-en-Bazois

Nonostante la flotta crociata non avesse infine preso parte alla battaglia, una delle navi affondò in un incidente portando con sé 200 uomini.

## Conseguenze
Sebbene la battaglia di Fariskur sia stata una sconfitta schiacciante per i crociati, si rivelò strategicamente insignificante. Il sultano inviò alcuni dei prigionieri cristiani come emissari per chiedere una tregua. Appena tre giorni dopo la battaglia, la tregua entrò in vigore; non è noto quali fossero i termini esatti dell'armistizio, ma l'assedio di Damietta proseguì ininterrotto. Fu durante queste pausa nel conflitto che, con il permesso di Pelagio, Francesco d'Assisi e Illuminato si recarono in visita da al-Kāmil. Anche Pelagio Galvani e Giovanni di Brienne portarono avanti negoziati con il sultano in questo periodo ma la frustrazione tra i ranghi crociati rimase alta, dato che le truppe credevano che al-Kāmil stesse solo cercando di guadagnare tempo. Il sultano arrivò persino a offrire il controllo di Gerusalemme ai crociati in cambio della loro partenza dall'Egitto, ma questi rifiutarono, poiché le mura di Gerusalemme erano state demolite da Al-Malik al-Mu'azzam, fratello del sultano, forse proprio in preparazione di questo possibile scambio. La tregua fu rotta da al-Kāmil il 25 settembre nel tentativo di liberare Damietta dall'assedio, ma invano. La città cadde il successivo 5 novembre.
La condotta dei cavalieri teutonici nella battaglia di Fariskur lasciò una grande impressione nei contemporanei. In seguito alla battaglia, l'ordine tedesco ricevette una serie di donazioni, tra cui quella di Giles, fratello di Gualtiero IV Berthout, che sottolineò inoltre come i cavalieri teutonici offrissero assistenza anche a tutti i crociati più poveri.